# Playboy Mansion West

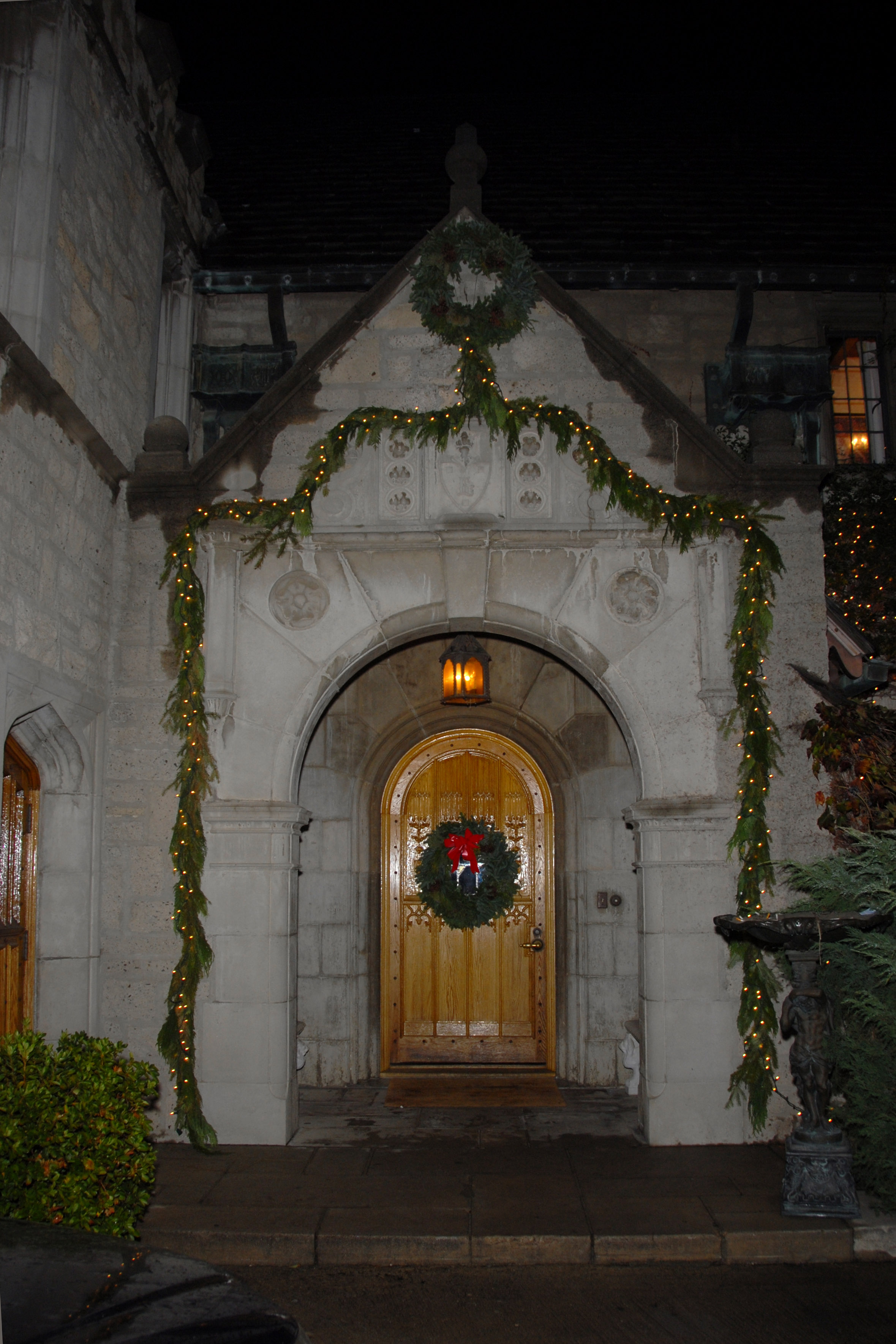
Entrada principal

A Playboy Mansion West (Mansão Oeste da Playboy em português) foi a residência do fundador da Playboy, Hugh Hefner.
Está localizada em Holmby Hills, área nobre de Los Angeles, California, próximo a Beverly Hills.
A mansão possui 29 quartos, uma sala de jogos, uma sala de cinema, uma adega, um campo de ténis, uma gruta, licença para ter um zoo e, claro, a famosa piscina onde as "coelhinhas" várias vezes foram fotografadas com celebridades. Chegou, inclusive, a aparecer em vários filmes e séries de televisão, entre eles Sex and the city, A Casa das Coelhinhas ou The Apprentice.
Em junho de 2016, Hugh Hefner vendeu a Mansão da Playboy por mais de 88 milhões de euros (US$ 100 milhões) ao seu vizinho do lado, o empresário grego Daren Metropoulos que planeja juntar as duas propriedades. O comprador só poderia mudar-se para lá quando Hefner morresse.
Em 27 de setembro de 2017, Hugh Hefner faleceu aos 91 anos.